# Dennis Eckersley
Pour les articles homonymes, voir Eckersley (homonymie).
Dennis Lee Eckersley (né le 3 octobre 1954 en Oakland, Californie, États-Unis) est lanceur partant et lanceur de relève droitier de la Ligue majeure de baseball. Il est élu au Temple de la renommée du baseball en 2004 après une carrière de 24 saisons s'étant déroulée de 1975 à 1998. Eckersley remporte le trophée Cy Young du meilleur lanceur et gagne le prix du joueur de l'année dans la Ligue américaine avec les A's d'Oakland en 1992. Il lance un match sans point ni coup sûr pour les Red Sox de Boston en 1978, remporte la Série mondiale 1989 avec Oakland et est invité à six matchs d'étoiles.

## Lanceur partant
Eckersley a commencé sa carrière comme lanceur partant avec les Indians de Cleveland. Lors de sa première saison il a gagné 13 parties pour 7 perdues avec une moyenne de points mérités de 2,60. Il a même lancé un match sans point ni coup sûr contre les Angels de Californie le 30 mai 1977. En 1978, il fut transféré aux Red Sox de Boston où il a gagné 20 parties en 1978 et 17 parties en 1979. Entre 1980 et 1984, il n'a pas été aussi performant, et a gagné 43 parties pour 48 perdues. En 1984, Eckersley fut acquis par les Cubs de Chicago dans la Ligue nationale où il a gagné 27 parties pour 26 perdues.

## Releveur
En 1987, Eckersley a été transféré aux Athletics d'Oakland où, après avoir gagné 70 parties pour 74 perdues entre 1980 et 1986, il est devenu lanceur de relève. Après que son stoppeur Jay Howell se soit blessé, Tony La Russa a choisi Eckersley comme stoppeur. Très vite, il s'est distingué par ses résultats, avec 320 sauvetages en 9 saisons avec les Athletics. Il représente les A's au match des étoiles en 1988, 1990, 1991 et 1992, pour un total de 6 sélections en carrière. Il joue en Série mondiale trois années consécutives avec Oakland et participe à la conquête de la Série mondiale 1989, enregistrant le sauvetage et le dernier retrait aux dépens de Brett Butler des Giants de San Francisco dans le dernier match.
En 1990 pour Oakland, Eckersley n'accorde que 5 points mérités en 73 manches et un tiers lancées pour une incroyable moyenne de points mérités de 0,61.
En 1992, il a enregistré 51 sauvetages avec 7 victoires pour une défaite, une moyenne de 1,91 et 93 retraits sur les prises. À la fin de la saison, il fut élu le joueur par excellence de la Ligue américaine et aussi le vainqueur du trophée Cy Young. Il est le troisième releveur à gagner le Cy Young et le titre de meilleur joueur la même année après Rollie Fingers en 1981 et Willie Hernández en 1984. Eckersley est le dernier releveur en date à gagner le Cy Young dans l'Américaine alors que seuls Steve Bedrosian en 1987 et Éric Gagné en 2003 l'ont reçu dans la Ligue nationale.
Il est élu releveur de l'année dans la Ligue américaine en 1988 et 1992.
Il est le premier lanceur de l'histoire à connaître une saison de 20 victoires et une autre saison de 50 sauvetages. Seul John Smoltz a réédité l'exploit.
Eckersley a fini sa carrière avec les Cardinals de Saint-Louis où il a enregistré 66 sauvetages en deux saisons, avant de passer sa dernière saison avec les Red Sox, où il a eu un seul sauvetage. À la fin de sa carrière, il avait accumulé 197 victoires et 390 sauvetages. Ce total, 587, est le meilleur total de l'histoire de la Ligue majeure (Trevor Hoffman est classé second avec 518 sauvetages et 52 victoires, soit un total de 570). Seuls John Smoltz et Eckersley ont gagné 20 parties en une saison et ont eu 50 sauvetages en une saison. Il est actuellement classé 5e pour les sauvetages et était classé 2e après Lee Smith au moment de sa retraite. Sa dernière partie en 1998 fut sa 1071e partie lancée, et a donc dépassé Hoyt Wilhelm pour la 1re place sur le classement des parties lancées. Ce record fut battu en 1999 par Jesse Orosco.

## Palmarès
- Meilleur total de sauvetages et victoires (390 + 197 = 587)
- 4e plus grand total de parties lancées (1071)
- Mené la Ligue en sauvetages en 1992
- Trophée Cy Young en 1992
- Meilleur joueur des Ligues majeures en 1992
- Élu au temple de la renommée du baseball en 2004 (83,2 % des votes)
- Les Athletics ont retiré le numéro de son maillot en 2005

## Statistiques en carrière
| Statistiques de lanceur |            |            |      |     |     |     |     |        |      |      |
|                         |            |            | G    | GS  | W   | L   | SV  | IP     | SO   | ERA  |
| Totaux                  | 24 saisons | 24 saisons | 1071 | 361 | 197 | 171 | 390 | 3285.2 | 2401 | 3,50 |